# Montigny-lès-Metz
Montigny-lès-Metz è un comune francese di 23 257 abitanti situato nel dipartimento della Mosella nella regione del Grand Est.

## Società

### Evoluzione demografica
Abitanti censiti